# Rötensteinstraße
Rötensteinstraße ist ein Wohnplatz sowie eine gleichnamige Straße auf der Gemarkung der Stadt Grünsfeld im Main-Tauber-Kreis im fränkisch geprägten Nordosten Baden-Württembergs.

## Geographie
Der Wohnplatz Rötensteinstraße liegt etwa 500 Meter von der Kernstadt Grünsfeld entfernt im Rötensteingraben (auch Rödersteingraben genannt), einem rechten Zufluss des Grünbachs im Bereich der Grünsfelder Riedmühle. Etwa einen Kilometer nordwestlich des Wohnplatzes Rötensteinstraße befindet sich die Rötensteinbrücke der A 81.

## Geschichte
Auf dem Messtischblatt Nr. 6324 „Grünsfeld“ von 1882 sowie auf dessen aktualisierter Fassung von 1932 war der heutige Wohnplatz jeweils noch völlig unbesiedelt.

## Kleindenkmale

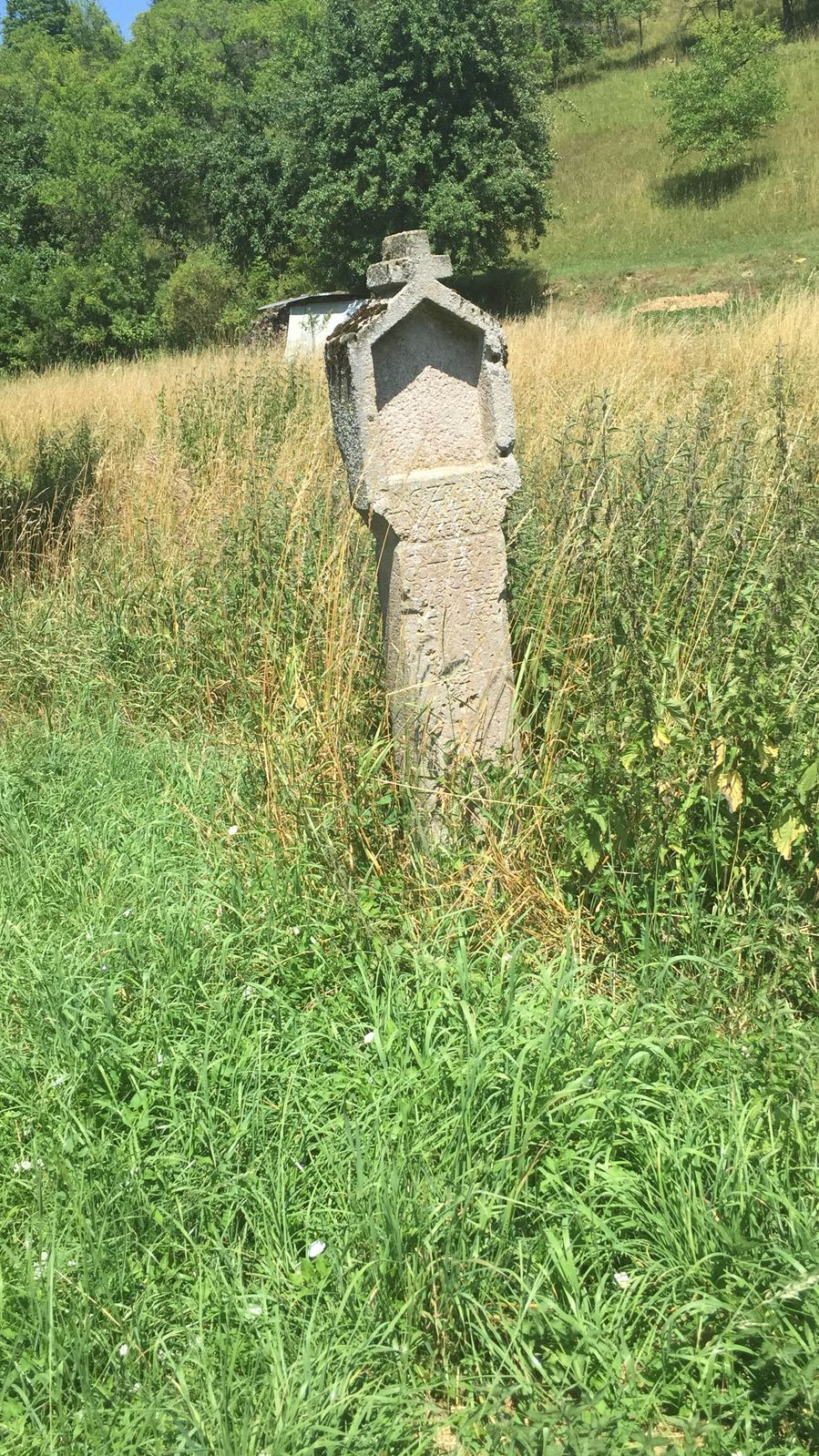
Bildstockgehäuse an der Rötensteinstraße

Am Wohnplatz befindet sich ein Bildstock am Wegesrand. An der Rötensteinstraße befindet sich daneben ein Bildstockgehäuse.

## Verkehr
Der Wohnplatz Rötensteinstraße ist, von der Taubertalstraße (L 512) in Grünsfeld abzweigend über die gleichnamige Rötensteinstraße zu erreichen, die bis zum Wohnplatz im Rötensteingraben führt.